# Johannes Pohl
Johannes Pohl (* 6. Februar 1904 in Köln; † 30. Januar 1960 in Wiesbaden) war ein deutscher Priester, Nationalsozialist, Judaist, Hebraist und Bibliothekar.

## Leben
Nach dem Abitur studierte Pohl, dessen Vater Fuhrunternehmer war, katholische Theologie in Bonn. Im Jahre 1927 wurde er zum Priester geweiht, worauf er ein Vikariat in Essen erhielt. 1929 folgte die Promotion. Darauf ging er zum Bibel- und Sprachstudium an das Päpstliche Bibelinstitut in Rom, wo er zum zweiten Mal promovierte. 
Pohl erhielt ein Stipendium der Görres-Gesellschaft und ging für weitere Studien 1932 an deren Orientalisches Institut in Jerusalem, wo er zudem für den Deutschen Verein vom Heiligen Lande arbeitete. In Jerusalem lernte er seine zu den deutschen Kolonisten gehörende zukünftige Frau Gertrud Riemer (1908–1997) kennen. 1934 kehrten beide wieder nach Deutschland zurück und heirateten noch im selben Jahr. Pohl war 1935–1941 an der Preußischen Staatsbibliothek in der Orientalischen Abteilung als Hebraist angestellt, machte dort 1938 die Fachprüfung zum Bibliothekar und war von September 1939 bis März 1941 zur Wehrmacht abkommandiert.
Pohl, der inzwischen aus seinem Amt als Kleriker entlassen worden war, begeisterte sich zunehmend für den Nationalsozialismus. Er schrieb für die Mitteilungen über die Judenfrage, die vom Institut zum Studium der Judenfrage herausgegeben wurden, sowie für die antisemitische Wochenzeitung Der Stürmer. Am 26. Mai 1940 beantragte er die Aufnahme in die NSDAP und wurde zum 1. Juli desselben Jahres aufgenommen (Mitgliedsnummer 8.159.406).
Während des Zweiten Weltkrieges kam Pohl in Kontakt zum Amt Rosenberg. Anknüpfend an diese Verbindungen wurde er 1941 Bibliothekar am Institut zur Erforschung der Judenfrage in der „Jüdischen Bücherei“, einem Herzstück der Hohen Schule. Das Institut wurde von Wilhelm Grau geleitet und gehörte, wie weitere NS-Einrichtungen zur Hohen Schule der NSDAP. Im Auftrag Alfred Rosenbergs bereiste Pohl als Mitglied des ERR die besetzten Gebiete, um für das Institut nützliche Schriften in Bibliotheken „zu sichten“, was bedeutete, für die NS-Propaganda Verwertbares zu rauben. So war Pohl im Januar 1942 am Raub und der Zerstörung jüdischen Kulturgutes in Wilna beteiligt. Er ließ aus Wilner Museen und Bibliotheken die wertvollsten Bücher und Manuskripte zusammenstehlen. Anschließend suchte er einen kleinen Bruchteil für das geplante Museum in Frankfurt aus. Den Rest verkaufte er an eine Papierfabrik. Zudem setzte er sich ganz für die Propaganda seiner Auftraggeber ein und veröffentlichte eine Vielzahl antisemitischer Schriften, worin er hauptsächlich die geistigen Grundlagen des Judentums und den Talmud angriff. Ab Herbst 1943 war Pohl für Rosenbergs antisemitische Zeitschrift Welt-Dienst tätig.
Nach Kriegsende wurde Pohl ein Jahr lang interniert. Mehrere seiner Schriften wurden in der sowjetischen Besatzungszone und in der Deutschen Demokratischen Republik auf die Liste der auszusondernden Literatur gesetzt. Ab 1953 arbeitete er in Festanstellung beim Franz Steiner Verlag und war nach eigenen Angaben 1956 bereits seit Jahren Angehöriger der Duden-Redaktion in Wiesbaden.

## Schriften
- Die Messiaserwartung beim Propheten Ezechiel. Dissertation. Universität Bonn, 1929.
- Arbeit, Familie und Gesellschaft in Israel nach den Schriften der Propheten. Dissertation. Päpstliches Bibelinstitut in Rom, 1931.
- Talmudgeist. Nordland, Berlin 1941.
- Die Religion des Talmud. Fritsch, Berlin 1942.
- Juden in der Sowjetunion zu Beginn der Herrschaft Stalins. Holzner, Tilsit, Leipzig 1942.
- Tausend Talmudzitate. Welt-Dienst, Frankfurt am Main 1944.
- Antijüdische Papsterlasse. Welt-Dienst, Frankfurt am Main 1944.
- Streiflichter aus dem New Yorker jiddischen „Forwerts“. Welt-Dienst, Frankfurt am Main 1944.
- Gibt es eine jüdische Religion? Welt-Dienst, Frankfurt am Main 1944.
- Jüdische Selbstzeugnisse. Welt-Dienst, Frankfurt am Main 1944.
- Palästina: Das Land und seine Bevölkerung. Welt-Dienst, Frankfurt am Main 1944.